# Advanced Distributed Learning Initiative
Die Advanced Distributed Learning Initiative (ADL) ist eine Organisation mit Sitz in Alexandria (Virginia), die federführend im Bereich der Standardisierung von E-Learning-Technologien ist. Die ADL veröffentlicht die Standardsammlung SCORM, die zusammen mit dem konkurrierenden Standard AICC einer der beiden wichtigsten Referenzpunkte der zahlreichen Standardisierungsbestrebungen darstellt. Die ADL wurde 1997 durch das US-Verteidigungsministerium gegründet und steht unter der Ägide des Office of the Under Secretary of Defense for Personnel and Readiness.
Es besteht eine enge Zusammenarbeit mit Erstellern von Standards für E-Learning-Technologien, darunter IEEE, das IMS Global Learning Consortium und die Ariadne Foundation.